# فريد غصن
فريد غصن (1912 - 1 سبتمبر 1985) هو ملحن ومغني لبناني-مصري.

## حياته
إلياس نعمة الله شلالا الذي اشتهر باسم فريد غصن، ولد في الإسكندرية عام 1912، حين كانت عائلته تهاجر إلى الأرجنتين حيث قضت فيها عشرة سنوات متواصلة، ومن ثم عادت إلى مصر للإقامة فيهامع أبويه وإخوته.
كانت أمنية فريد غصن أن يصبح طبيباً، وكانت أمنية والده أن يصير مهندساً، أما جاره اليوناني العجوز فكانت أمنيته لفريد ان يصبح موسيقياً مثله إذ لاحظ ان فريد يختزن موهبة فطرية نادرة، فبادر إلى إعطاء فريد توجيهات موسيقية، ثم تولى تعليمه المبادئ الموسيقية وأصول التأليف الموسيقي مروراً بتوزيع الألحان. ومن هنا بدأت موهبة فريد تبرز في أعمال صغيرة لفتت الأنظار.
تزوج فى حياته من السيدة مارسيل أنستاسيو، وله منها ثلاثة أولاد هم: نعمة الله ونادر

## مسيرته
- بدأ فريد غصن حياته العملية الفنية كعازف على آلة العود في فرقة أمير الكمان سامي الشوّا، ثم في فرقة الشيخ أمين حنين. وانتقل بعد ذلك إلى فرقة منيرة المهدية التي صحبته معها في رحلات خارجية كان أبرزها إلى تونس الخضراء. ومن ثم عمل منذ العام 1932 ولمدة خمسة عشر عاماً رئيساً لفرقة بديعة مصابني (اللبنانية الأصل) كملحن لاستعراضاتها الغنائية وكعازف في فرقتها الشرقية. امتلك فريد غصن ثقافة موسيقية عالية، ودرس أصولها بفرعيها الشرقي والغربي. وكان ملمّاً بعدة لغات أجنبية كالإنكليزية والفرنسية والإسبانية حيث انه قد أمضى في صباه عشرة أعوام متواصلة في الأرجنتين في أميركا الجنوبية. وقد اعتبر النقاد فريد غصن من أمهر العازفين على آلة العود، كما اشتهر بجودة ألحانه وجمال سبكها في مصر، حيث صُنّفَ في مستوى كبار الملحنين  أمثال محمد القصبجي ورياض السنباطي ومحمد عبد الوهاب وفريد الأطرش.و قد شارك بوضع أغانٍ لأفلام عديدة، إلى جانب أقطاب التلحين أمثال: محمد القصبجي، ورياض السنباطي، والشيخ زكريا أحمد. وتميّز فريد غصن بكتابة الموسيقى التصويرية للعديد من الأفلام إلى جانب الأغاني، وكان يوصف بالملحن المجدد، إذ جاء بالعديد من القوالب والأشكال الحديثة وأدخلها الموسيقى العربية.[6]
- لُقّب فريد غصن بملك آلة العود ومهندسها. وقال فيه الموسيقار محمد عبد الوهاب إنه "أضاف الأسلوب الاسباني على عزف العود". كما قال فيه مدير إذاعة القاهرة "الأستاذ مدحت عاصم في ذلك الوقت" أنه نابغة العود الذي يضمن لهذه الآلة مرتبة رفيعة جدا في الفرقة الموسيقية".
- يعتبر واحدا من أعمدة الموسيقى العربية الشرقية أبان العصر الذهبي في ثلاثينيات وأربعينيات القرن الماضي، إذ ملأت ألحانه معظم الأفلام السينمائية في مصر والبلاد العربية، وهو أول من لحّن باللغة العربية ألحاناً موزّعة لأربعة أصوات (سوبرانو، آلتو، تينور، باص).
- له مقالات موسيقية عديدة نشرت في الصحافة المصرية، وهو من طوّر المناهج الحديثة لآلة العود في لبنان، وعلى مدى خمسين عاماً، أنار فريد غصن بإرشاداته وتعاليمه وتقنباته الشموع أمام طريق الكثيرين من الفنانين المصريين واللبنانيين الذي أوصلتهم إلى الشهرة.
- تتلمذ العديد على يد فريد غصن في مصر، أمثال فريد الأطرش الذي اكتسب منه قوة في عزفه وخصوصاً باستخدام اليد اليمنى (الريشة)، وكان فريد الأطرش يردّد دائماً: “فريد غصن دا صاحب نعمتي". وقد رعى فريد غصن كل المطربات اللبنانيات اللواتي كنّ يقصدن القاهرة في ذلك الحين، فلحّن لنور الهدى أجمل أغنياتها على الإطلاق، وللمطربة صباح “ايه معنى الحب”، “لبنان زانو من الربيع وشاح”، و”صباح الخير على لبنان". كما لحن للمطربة لور دكاش أغنيتها الشهيرة “آمنت بالله” التي ما زالت تؤدى إلى يومنا هذا، وأعطى لحناً أيضاً لنادرة حمل العنوان “قصيدة الليل"،  ولحّن قصيدة جبران خليل جبران “سكن الليل” التي غنتها المطربة شهرزاد، وكذلك لحن أغنية “كل دقة في قلبي بتسلّم عليك” للمطربة نازك.  ولحّن لعبد الغني السيد أغنية “العِشرة صعبانة عليّ”، ولنادرة الشامية أغنية “بين الزهور والميا” ولمحمد قنديل وإبراهيم حمودة وهدى سلطان ونجاة الصغيرة ومحمد مرعي وغيرهم...[7]
- كان أول ملحن عربي ينضم إلى جمعية المؤلفين والملحنين وناشري الموسيقى ففي أثناء رحلاته الفنية إلى تونس، التقى فريد غصن بوكلاء تابعين للجمعية الدولية التي مقرها باريس، وتسمى «جمعية المؤلفين والملحنين وناشري الموسيقى»، حيث كان الوكلاء يقومون بتحصيل رسوم بنسبة سبعة في المائة من دخل حفلات المسارح والملاهي بحكم قانون الملكية الأدبية والفنية، لتوزّع على المؤلفين والملحنين، شرط أن يكونوا أعضاء منتسبين للجمعية المذكورة. وقد اهتم فريد غصن بهذا الأمر فسافر إلى فرنسا وانضم إلى الجمعية.  وحين رجع إلى مصر، راح يقنع الفنانين بفكرة إقامة فرعٍ للجمعية في مصر.  ولقيت دعوته تجاوباً، إذ تألفت هيئة تحضيرية برئاسة الموسيقار محمد عبد الوهاب كما تناولت الصحف المصرية الموضوع بباهتمام.  وشكلت الجمعية (فرع مصر) لاحقاً من (مع حفظ الألقاب): محمد عبد الوهاب رئيساً، فريد غصن وكيلاً له، والأعضاء بديع خيري، ويوسف وهبي، وصالح جودت، ونجيب الربحاني، وبثينة إبراهيم خيري، وأبو السعود الأبياري، وسليمان نجيب ويوسف جوهر وغيرهم، وكانت المبالغ الأولى التي حصلت عليها الجمعية من المركز الرئيسي في باريس تقارب ثلاثين ألف جينه مصري، وزعت على المستحقين، واستمرت الجمعية تعمل بجدية وتحصل على حقوق المؤلفين والملحنين بانتظام، وتوزعها على أصحابها، وقد شجع هذا الأمر فريد لأن يرسل شقيقه إميل (عازف الكمان المعروف) إلى بيروت ليتصل بزملائه الفنانين هناك، ويمهّد لهم سبل الوصول إلى حقوقهم أسوة بالفنان المصري. وبالفعل نجح إميل وتألفت جمعية مماثلة في لبنان من (مع حفظ الألقاب): توفيق الباشا ووديع الصافي وعفيف رضوان والأخوين الرحباني وأسعد سابا وأسعد السبعلي وزيادة عواد وعبد الجليل وهبي وشفيق أبو شقرا وفلمون وهبة وغيرهم.
- ونظراً لعطاءاته الفنية، كان باي تونس قد منحه الوسام التونسي من رتبة فارس.
- قام بتكريم ذكراه «المجمع العربي للموسيقى (جامعة الدول العربية)» في المؤتمر الخامس عشر الذي عقده في جامعة الروح القدس - الكسليك في أيار عام 1999.[8]

### العودة إلى لبنان
بعد أن تغيّرت الظروف في مصر تأجج حبه للبنان، الأمر الذي دفعه للعودة إلى ربوعه في العام 1957، فعمل في الإذاعة اللبنانية ملحنا، وفي المعهد الموسيقي الوطني مدرساً للغناء والعزف على آلة العود معتمداً وكما أسلفنا المناهج الحديثة في تدريس هذه الآلة.  ومن تلامذته: الأستاذ المعروف مرسيل خليفة، وجورج تابت، وسمير يزبك، وجورج روفايل وآخرين غيرهم.  وكان بعزفه المنفرد على عوده المميّز يحيي الحفلات الموسيقية على مسرح “وست هول” في الجامعة الأميركية في بيروت. ومن أهم معزوفاته المذهلة معزوفة «العاصفة» التي أذهلت المستمعين من جمال اللحن وبراعة الأداء.

## مرضه ووفاته
في العام 1970، أصيب فريد غصن بـ “الفالج”  الذي أقعده نحو 15 عاماً وأعاق عمله الفني، حيث قضى باقي حياته في منزله في بلدة جل الديب القريبة من العاصمة اللبنانية بيروت،  إلى أن غيّبه الموت في الأول من أيلول عام 1985.

## أعماله
- إيه معنى الحب للمطربة صباح
- لبنان زانو من الربيع وشاح للمطربة صباح
- امنت بالله للمطربة لور دكاش
- العاصفة في حفلة الوست هول بالجامعة الأمريكية ببيروت
- صوت البلبل في حفلة الوست هول بالجامعة الأمريكية ببيروت
- وضع فريد غصن ثلاثة كتب موسيقية هي: علم التأليف الموسيقي، علم التلحين العربي، منهاج لعزف العود الحديث.